# Anapest
Anapestul desemna în versificația greco-latină o unitate metrică formată din două silabe scurte urmate de una lungă, în metrica modernă desemnează orice unitate metrică alcătuită din două silabe neaccentuate urmate de una accentuată.